# Mistrzostwa świata do lat 18 w hokeju na lodzie mężczyzn 2009
11. Mistrzostwa świata do lat 18 w hokeju na lodzie mężczyzn 2009 rozegrane zostały w dniach 9 - 19 kwietnia 2009 w amerykańskim mieście Fargo. Mecze rozgrywane zostały głównie w dwóch halach: Urban Plains Center oraz Moorhead Sports Center. Były to pierwsze w historii mistrzostwa tej kategorii wiekowej w Stanach Zjednoczonych.
Obrońcą tytułu mistrzowskiego była reprezentacja Kanady, która w 2008 roku w Kazaniu pokonała reprezentację Rosji 8:0.

## Elita
| Lp. | Drużyna           |
| --- | ----------------- |
|     | Stany Zjednoczone |
|     | Rosja             |
|     | Finlandia         |
| 4   | Kanada            |
| 5   | Szwecja           |
| 6   | Czechy            |
| 7   | Słowacja          |
| 8   | Szwajcaria        |
| 9   | Norwegia          |
| 10  | Niemcy            |

W tej części mistrzostw uczestniczyło 10 najlepszych drużyn na świecie. System rozgrywania meczów był inny niż w niższych dywizjach. Najpierw drużyny grały w dwóch grupach, każda po 5 drużyn. Z niej najlepsza bezpośrednio awansowała do półfinałów, a z miejsc drugich i trzecich, walczyły na krzyż między sobą o awans do finałowej czwórki. Najgorsze dwie drużyny każdej z grup walczyły w meczach między sobą o utrzymanie w elicie. Dwie najgorsze drużyny spadły do I dywizji.
Mistrzostwa odbyły się w dwóch halach w mieście Fargo: Urban Plains Center (mogąca pomieścić 5 000 osób) oraz Moorhead Sports Center (mogąca pomieścić 3 300 osób).
Meczem otwarcia w turnieju juniorów było spotkanie pomiędzy drużynami Czech i Szwecji. Podczas mistrzostw strzelono 252 bramki. Najwięcej bo po osiem strzelonych goli zdobył Fin Toni Rajala, który zdobył 10 bramek w sześciu meczach. Zawodnik ten zwyciężył również w klasyfikacji kanadyjskiej - zdobył 19 punktów (10 bramki i 9 asyst).
Najlepszym bramkarzem turnieju został uznany bramkarz Igor Bobkow (Rosja), obrońca Cam Fowler (USA) i napastnik Toni Rajala (Finlandia). Do składu gwiazd turnieju zostali wybrani bramkarz Jack Campbell (USA), obrońcy Tim Erixon (Szwecja) i Cam Fowler (USA) oraz napastnicy Toni Rajala (Finlandia), Jerry D'Amigo (USA) i Władimir Tarasienko (Rosja).

## Pierwsza dywizja
Grupa A
| Lp. | Drużyna    |
| --- | ---------- |
| 1   | Białoruś   |
| 2   | Polska     |
| 3   | Węgry      |
| 4   | Kazachstan |
| 5   | Litwa      |
| 6   | Ukraina    |

Grupa B
| Lp. | Drużyna |
| --- | ------- |
| 1   | Łotwa   |
| 2   | Dania   |
| 3   | Austria |
| 4   | Francja |
| 5   | Japonia |
| 6   | Włochy  |

W mistrzostwach pierwszej dywizji uczestniczyło 12 zespołów, które zostały podzielone na dwie grupy po 6 zespołów. Rozegrały one mecze systemem każdy z każdym. Zwycięzcy turniejów awansowały do mistrzostw świata elity w 2010 roku, zaś najsłabsze drużyny spadły do drugiej dywizji.
Grupa A rozgrywała swoje mecze w stolicy Białorusi - Mińsku. Turniej odbył się w dniach 6 - 12 kwietnia 2009 roku.
Grupa B rozgrywała swoje mecze we włoskim Asiago. Turniej odbył się w dniach 29 marca - 5 kwietnia 2009 roku.

Mecze Polaków:
| 6 kwietnia 2009 | Polska | 4:3 pd. | Kazachstan | Pałac Lodowy w Mińsku |

| Szczegóły      | Szczegóły                                                                          | Szczegóły            | Szczegóły                                                             | Szczegóły                                     |
| -------------- | ---------------------------------------------------------------------------------- | -------------------- | --------------------------------------------------------------------- | --------------------------------------------- |
| Godzina: 15:30 | D. Kapica 02:03 (EQ) P. Kosidło 08:58 (EQ) K. Guzik 26:49 (EQ) K. Guzik 61:28 (EQ) | (2:1, 1:1, 0:1, 1:0) | 11:11 (PP) M. Żabunin 22:13 (EQ) A. Tleubajew 45:12 (EQ) N. Sidorenko | Widzów: 2.500 Sędzia główny: Brent Holdsworth |

| 7 kwietnia 2009 | Białoruś | 4:1 | Polska | Pałac Lodowy w Mińsku |

| Szczegóły      | Szczegóły | Szczegóły       | Szczegóły | Szczegóły                                 |
| -------------- | --------- | --------------- | --------- | ----------------------------------------- |
| Godzina: 19:00 |           | (2:0, 0:0, 2:1) |           | Widzów: 3.900 Sędzia główny: Pavel Mikula |

| 9 kwietnia 2009 | Węgry | 0:9 | Polska | Pałac Lodowy w Mińsku |

| Szczegóły      | Szczegóły | Szczegóły       | Szczegóły | Szczegóły                                    |
| -------------- | --------- | --------------- | --------- | -------------------------------------------- |
| Godzina: 12:00 |           | (0:3, 0:2, 0:4) |           | Widzów: 2.900 Sędzia główny: Wiktor Gasziłow |

| 11 kwietnia 2009 | Polska | 7:3 | Ukraina | Pałac Lodowy w Mińsku |

| Szczegóły      | Szczegóły | Szczegóły       | Szczegóły | Szczegóły                                   |
| -------------- | --------- | --------------- | --------- | ------------------------------------------- |
| Godzina: 12:00 |           | (1:1, 2:1, 4:1) |           | Widzów: 2.000 Sędzia główny: Teemu Salminen |

| 12 kwietnia 2009 | Litwa | 3:4 pd. | 'Polska | Pałac Lodowy w Mińsku |

| Szczegóły      | Szczegóły | Szczegóły            | Szczegóły | Szczegóły                                    |
| -------------- | --------- | -------------------- | --------- | -------------------------------------------- |
| Godzina: 12:00 |           | (1:2, 1:1, 1:0, 0:1) |           | Widzów: 2.000 Sędzia główny: Wiktor Gasziłow |

## Druga dywizja
Grupa A
| Lp. | Drużyna          |
| --- | ---------------- |
| 1   | Korea Południowa |
| 2   | Słowenia         |
| 3   | Rumunia          |
| 4   | Chorwacja        |
| 5   | Hiszpania        |
| 6   | Meksyk           |

Grupa B
| Lp. | Drużyna         |
| --- | --------------- |
| 1   | Wielka Brytania |
| 2   | Estonia         |
| 3   | Belgia          |
| 4   | Holandia        |
| 5   | Serbia          |
| 6   | Chiny           |

W mistrzostwach drugiej dywizji uczestniczyło 12 zespołów, które zostały podzielone na dwie grupy po 6 zespołów. Rozegrały one mecze systemem każdy z każdym. Zwycięzcy turniejów awansowali do mistrzostw świata pierwszej dywizji w 2010 roku, zaś najsłabsze drużyny spadły do trzeciej dywizji.
Grupa A rozgrywała swoje mecze w słoweńskim Mariborze. Turniej odbył się w dniach 22 - 28 marca 2009 roku.
Grupa B rozgrywała swoje mecze w estońskiej Narwie. Turniej odbył się w dniach 16 - 22 marca 2009 roku.

## Trzecia dywizja
Grupa A
| Lp. | Drużyna         |
| --- | --------------- |
| 1   | Australia       |
| 2   | Nowa Zelandia   |
| 3   | Chińskie Tajpej |
| 4   | RPA             |
| 5   | Mongolia        |

Grupa B
| Lp. | Drużyna  |
| --- | -------- |
| 1   | Islandia |
| 2   | Turcja   |
| 3   | Irlandia |
| 4   | Bułgaria |

W mistrzostwach drugiej dywizji uczestniczyło 9 zespołów, które zostały podzielone na dwie grupy cztero- i pięcio- zespołowe. Rozegrały one mecze systemem każdy z każdym. Zwycięzcy turniejów awansowali do mistrzostw świata drugiej dywizji w 2011 roku.
Grupa A rozgrywała swoje mecze w tajwańskim mieście Tajpej. Turniej odbył się w dniach 27 lutego - 5 marca 2009 roku.
Grupa B rozgrywała swoje mecze w tureckim mieście Erzurum. Turniej odbył się w dniach 9 - 15 marca 2009 roku.